# Championnat du monde de Supersport 2000

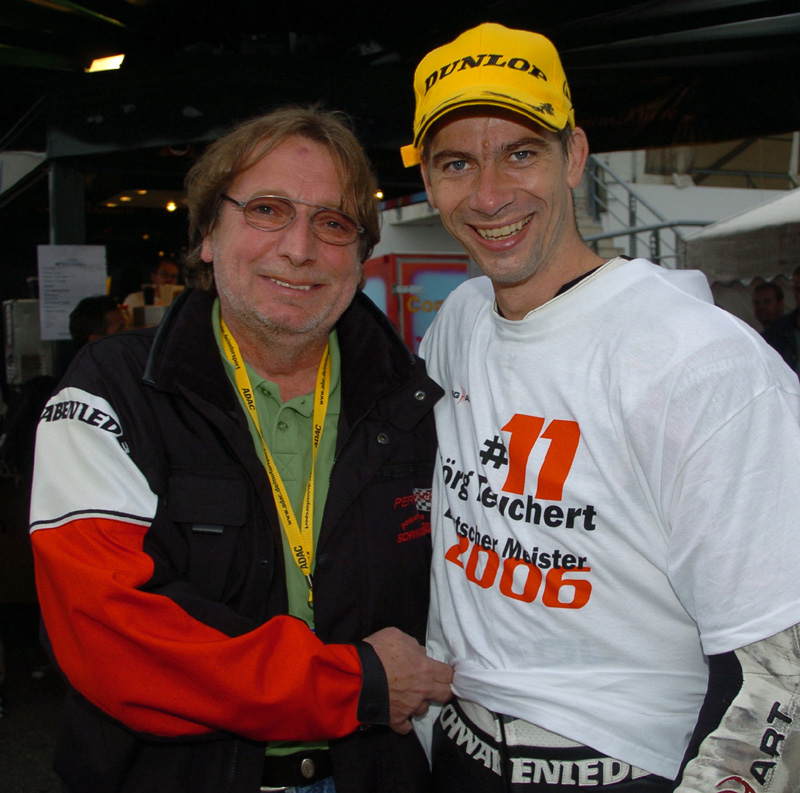
Jörg Teuchert (à droite), vainqueur du Championnat du Monde Supersport 2000.

Le Championnat du monde de Supersport 2000 est la 2e édition du Championnat du monde de Supersport.

La saison a débuté le 23 avril et s'est terminée le 15 octobre après 11 manches.
Jörg Teuchert a remporté le titre pilote et Yamaha le titre constructeur.

## Système de points
| Position | 1  | 2  | 3  | 4  | 5  | 6  | 7 | 8 | 9 | 10 | 11 | 12 | 13 | 14 | 15 |
| Points   | 25 | 20 | 16 | 13 | 11 | 10 | 9 | 8 | 7 | 6  | 5  | 4  | 3  | 2  | 1  |

## Calendrier
| Nb | Date         | Pays        | Circuit        | Vainqueur         |
| -- | ------------ | ----------- | -------------- | ----------------- |
| 1  | 23 avril     | AUS         | Phillip Island | Jamie Whitham     |
| 2  | 30 avril     | JPN         | Sugo           | Jörg Teuchert     |
| 3  | 14 mai       | GBR         | Donington      | Stéphane Chambon  |
| 4  | 21 mai       | Italie      | Monza          | Paolo Casoli      |
| 5  | 4 juin       | Allemagne   | Hockenheim     | Jörg Teuchert     |
| 6  | 18 juin      | Saint-Marin | Misano         | Christian Kellner |
| 7  | 25 juin      | Espagne     | Valencia       | Christian Kellner |
| 8  | 6 août       | EU          | Brands Hatch   | Paolo Casoli      |
| 9  | 3 septembre  | Pays-Bas    | Assen          | Rubén Xaus        |
| 10 | 10 septembre | Allemagne   | Oschersleben   | Stéphane Chambon  |
| 11 | 15 octobre   | GBR         | Brands Hatch   | Karl Muggeridge   |

## Classements

### Pilotes
| Pos | Pilote               | Constructeur    | Équipes                  | Pts |
| --- | -------------------- | --------------- | ------------------------ | --- |
| 1   | Jörg Teuchert        | Yamaha YZF-R6   | Alpha Technik Yamaha     | 136 |
| 2   | Paolo Casoli         | Ducati 748RS    | Ducati Infostrada        | 133 |
| 3   | Stéphane Chambon     | Suzuki GSX-R600 | Suzuki Alstare           | 133 |
| 4   | Christian Kellner    | Yamaha YZF-R6   | Alpha Technik Yamaha     | 122 |
| 5   | Karl Muggeridge      | Honda CBR600    | Ten Kate Honda           | 113 |
| 6   | Jamie Whitham        | Yamaha YZF-R6   | Yamaha Belgarda          | 104 |
| 7   | Rubén Xaus           | Ducati 748RS    | Ducati Infostrada        | 77  |
| 8   | Iain MacPherson      | Kawasaki ZX-6R  | Kawasaki Racing          | 74  |
| 9   | Fabrizio Pirovano    | Suzuki GSX-R600 | Suzuki Alstare           | 61  |
| 10  | Andrew Pitt          | Kawasaki ZX-6R  | Kawasaki Racing          | 60  |
| 11  | Massimo Meregalli    | Yamaha YZF-R6   | Yamaha Belgarda          | 58  |
| 12  | Piergiorgio Bontempi | Ducati 748R     | D.C.R. Pirelli           | 51  |
| 13  | Pere Riba            | Honda CBR 600F  | Castrol Honda            | 44  |
| 14  | Christophe Cogan     | Yamaha YZF-R6   | BKM Racing               | 42  |
| 15  | Werner Daemen        | Yamaha YZF-R6   | Yamaha Belgium           | 38  |
| 16  | Christer Lindholm    | Yamaha YZF-R6   | Dee Cee Jeans Racing     | 34  |
| 17  | Antonio Carlacci     | Yamaha YZF-R6   | GiMotorsport             | 28  |
|     | Cristiano Migliorati | Suzuki GSX-R600 | Metalsistem Endoug       | 28  |
| 19  | Fabien Foret         | Ducati 748R     | D.C.R. Pirelli           | 23  |
|     | Wilco Zeelenberg     | Yamaha YZF-R6   | Dee Cee Jeans Racing     | 23  |
| 21  | Chris Vermeulen      | Honda CBR 600F  | Castrol Honda            | 16  |
| 22  | Karl Harris          | Suzuki GSX-R600 | Metalsistem Endoug       | 14  |
| 23  | William Costes       | Honda CBR600    | Honda France Elf         | 13  |
|     | Adam Fergusson       | Honda CBR600    | Mobil Honda Racing       | 13  |
|     | Jim Moodie           | Yamaha YZF-R6   | V&M Racing               | 13  |
| 26  | Shinya Takeishi      | Honda CBR 600F  | Castrol Honda            | 10  |
| 27  | Franco Brugnara      | Yamaha YZF-R6   | GiMotorsport             | 9   |
| 28  | Michele Malatesta    | Suzuki GSX-R600 | Monza Corse              | 8   |
|     | Stefan Nebel         | Yamaha YZF-R6   | Fujifilm Karthin Racing  | 8   |
|     | Harry Van Beek       | Yamaha YZF-R6   | Yamaha Motors Nederland  | 8   |
| 31  | Vittorio Iannuzzo    | Yamaha YZF-R6   | Lorenzini-Team Italia    | 7   |
| 32  | Norino Brignola      | Yamaha YZF-R6   | Lorenzini by Leoni       | 6   |
|     | Stefano Cruciani     | Ducati 748      | Team Rox                 | 6   |
|     | James Ellison        | Honda CBR600    | Ten Kate Honda           | 6   |
| 35  | Yves Briguet         | Ducati 748      | D.F.X. Racing            | 5   |
| 36  | Ichiro Asai          | Ducati 748R     | Foundation               | 3   |
|     | Kyro Verstraeten     | Yamaha YZF-R6   | Yamaha Belgium           | 3   |
| 38  | Fabio Capriotti      | Yamaha YZF-R6   | Lorenzini-Team Italia    | 2   |
|     | Gary Mason           | Kawasaki ZX-6R  | Mason Motorsport         | 2   |
|     | Chad Turnbull        | Kawasaki ZX-6R  | Turnbull Kawasaki Racing | 2   |
| 41  | Igor Jerman          | Ducati 748RS    | TDC Desenzano Corse      | 1   |
|     | David Muscat         | Ducati 748      | D.F.X. Racing            | 1   |
|     | Dean Thomas          | Ducati 748      | D&E Ducati Racing UK     | 1   |
|     | Walter Tortoroglio   | Ducati 748      | D.F.X. Racing            | 1   |

### Constructeurs
| Pos | Constructeur | Pts |
| --- | ------------ | --- |
| 1   | Yamaha       | 225 |
| 2   | Ducati       | 186 |
| 3   | Suzuki       | 165 |
| 4   | Honda        | 155 |
| 5   | Kawasaki     | 98  |